# 45-я артиллерийская бригада большой мощности
45-я артиллерийская Свирская ордена Богдана Хмельницкого бригада большой мощности (сокр. 45 абр БМ, в/ч 31969) — артиллерийское формирование Ракетных войск и артиллерии Сухопутных войск Российской Федерации.
Формирование входит в состав Московского военного округа. Пункт постоянной дислокации — г. Тамбов Тамбовской области.

## История
45-я артиллерийская бригада большой мощности наследует боевую славу, знамя, исторический формуляр, почётные наименования и награды 17-й пушечной артиллерийской Свирской ордена Богдана Хмельницкого бригады принимавшей участие в Великой Отечественной войне в составе РККА.
В постсоветской России бригада создавалась несколько раз. В 1993 году бригада создана под наименованием реактивной артиллерийской. Через 5 лет ей передали регалии 17-й пушечной артиллерийской Свирской ордена Богдана Хмельницкого бригады.
В 2000 году переформирована в 45-ю артиллерийскую бригаду большой мощности.
Подразделения соединения принимали участие в КТО в Чеченской Республике. В ходе КТО более 100 военнослужащих получили боевые награды, уничтожив и подавив около 100 дотов, 60 огневых точек, 2 танка, 23 группы автомобилей, склад ГСМ и другие укреплённые объекты боевиков. В 2009 году бригада была расформирована. В 2017 году соединение воссоздали с сохранением всех регалий в составе Западного военного округа.

## Описание
45-я артиллерийская бригада большой мощности находится в прямом подчинении командования Западного военного округа Вооружённых сил России. Вооружение состоит из 203-мм самоходных пушек 2С7М «Малка» с дальностью поражения до 47 км и 240-мм самоходных миномётов 2С4 «Тюльпан» с дальностью поражения до 20 км. Бригада также оснащена БКАР типа Орлан-10 и Застава, позволяющими оперативно определять местоположение артиллерийских батарей и контрбатарейных радаров противника.
На учениях артиллеристы отрабатывают погрузку на железнодорожные платформы в дневное и ночное время, совершение комбинированного марша по 1 тыс. км и более, инженерное оборудование позиций, маскировку миномётов, самоходных установок и пунктов управления, а также выполняют комплексы нормативов по работе на боевой технике. В ходе марша отрабатываются вопросы противодействия диверсионно-разведывательным группам условного противника и преодоления «заражённых» участков местности с использованием средств индивидуальной защиты, а также погрузки и выгрузки боевой техники, в том числе 240-мм самоходных миномётов 2С4 «Тюльпан» и 203-мм самоходных пушек 2С7М «Малка». Выполняются стрельбы осколочно-фугасными снарядами по заглублённым командным пунктам условного противника, подземным складам с боеприпасами и горюче-смазочными материалами, которые недоступны для уничтожения другой наземной артиллерией. Разведку и качество поражения мишеней проводят беспилотные летательные аппараты «Застава». Кроме того, отрабатываются задачи маршевой подготовки, выбора и занятия подготовленных и неподготовленных позиций, топогеодезической привязки местности, а также противоогневых манёвров после проведения стрельб.

## Состав
- управление,
- 1-й пушечный самоходно-артиллерийский дивизион,
- 2-й пушечный самоходно-артиллерийский дивизион,
- 3-й самоходный миномётный дивизион,
- 4-й самоходный миномётный дивизион,
- разведывательный артиллерийский дивизион,
- батарея управления,
- рота материального обеспечения,
- ремонтный взвод,
- инженерно-сапёрный взвод,
- взвод РХБ защиты[9].

## Галерея

Миномёты 2C4 «Тюльпан» на учениях 45-й бригады 1 марта 2019 года на полигоне Новая Ляда в Тамбовской области
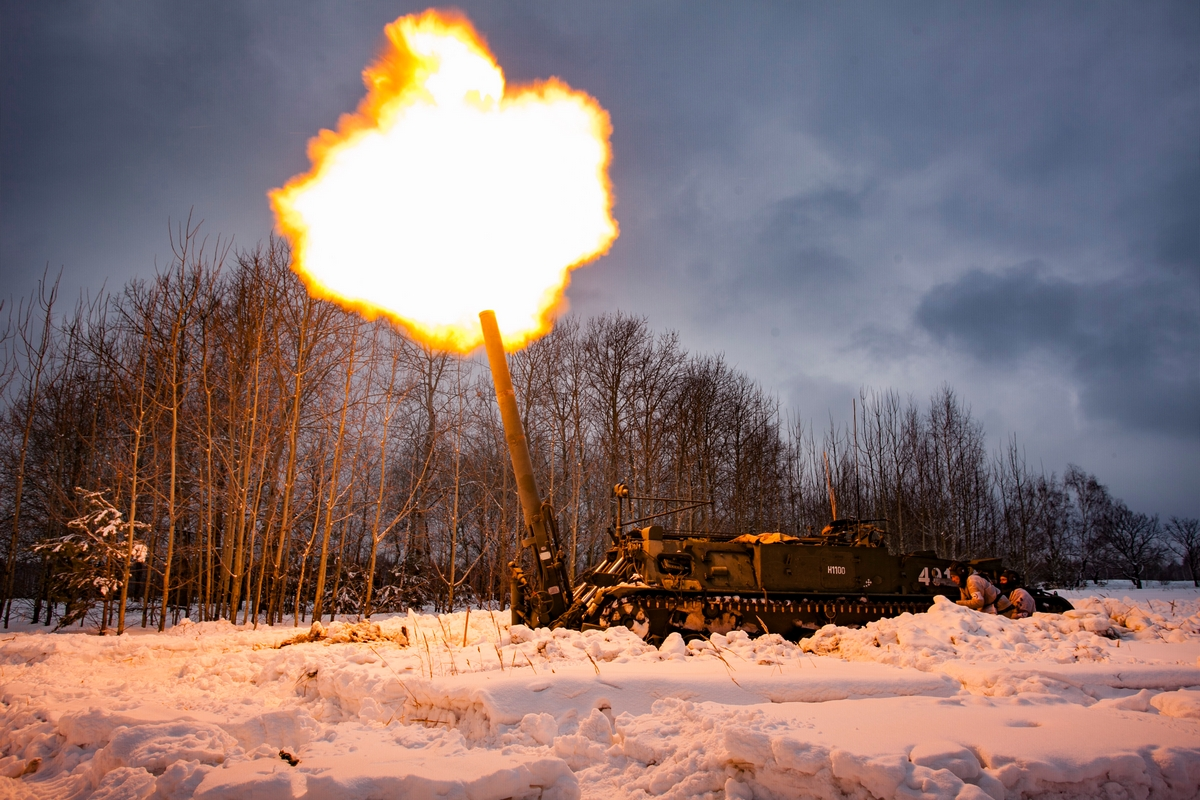
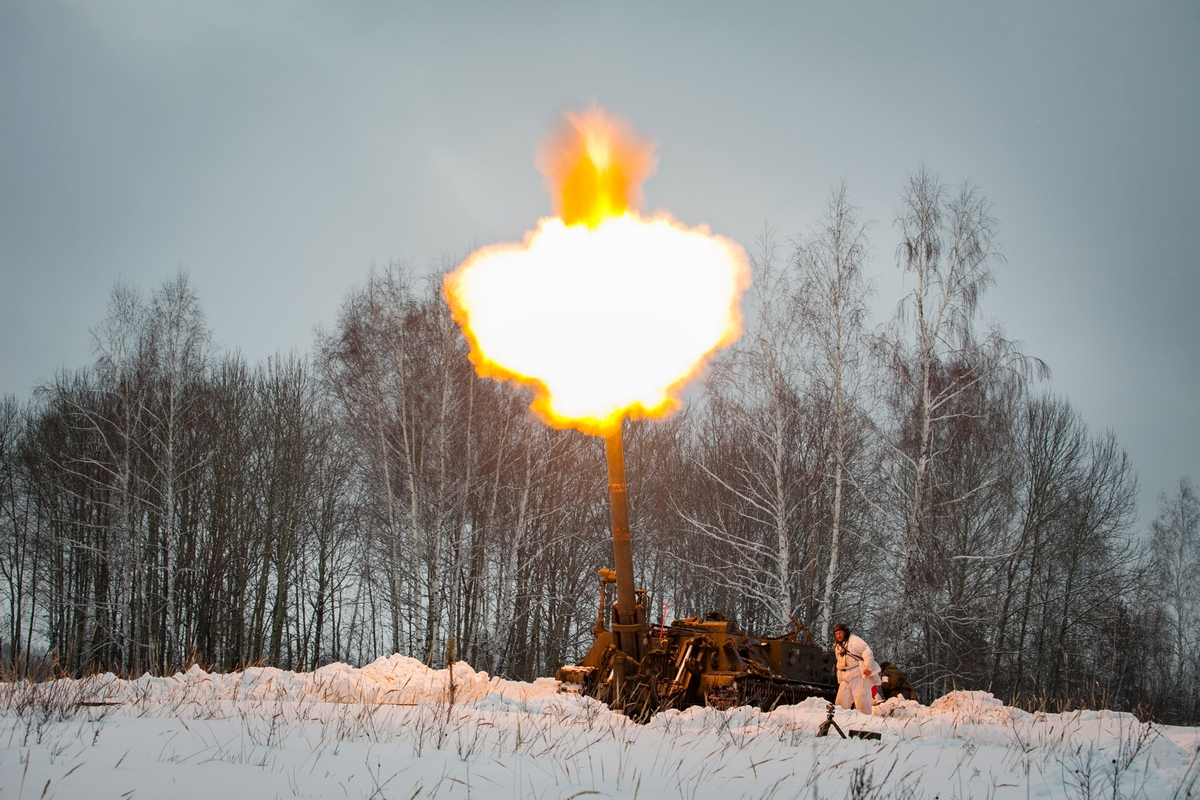
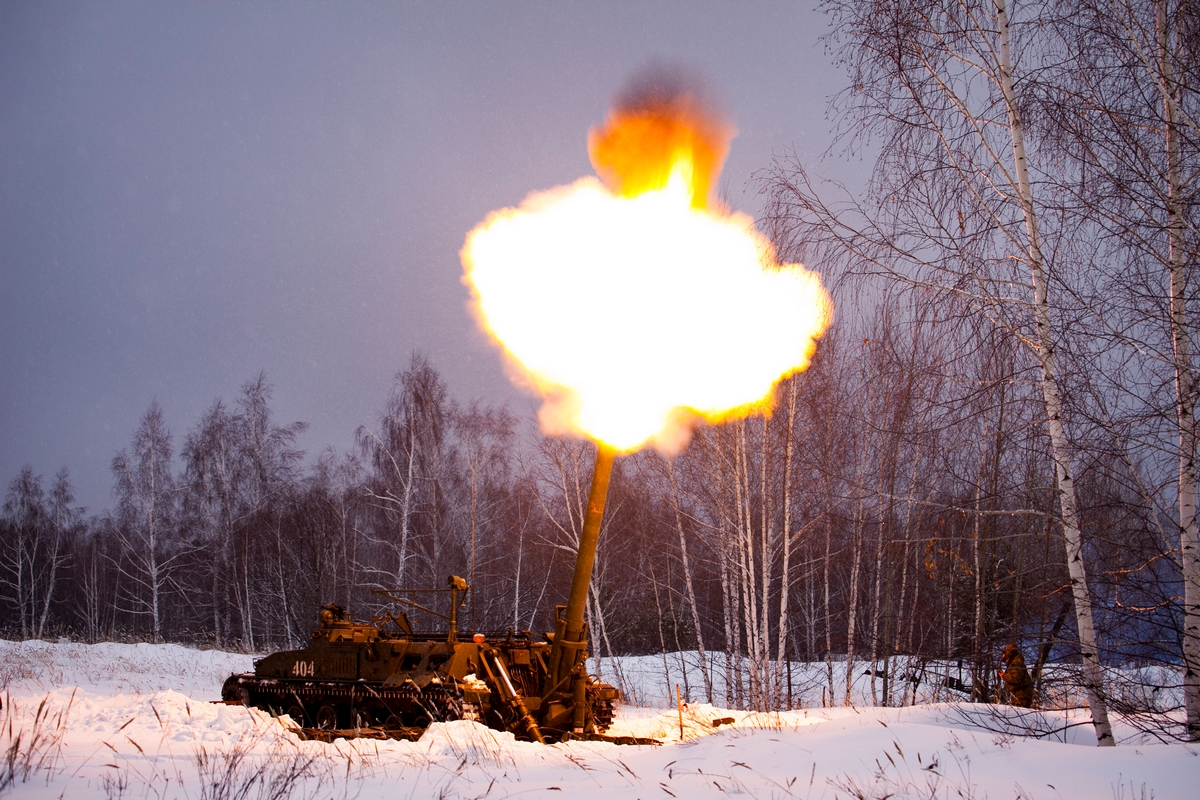
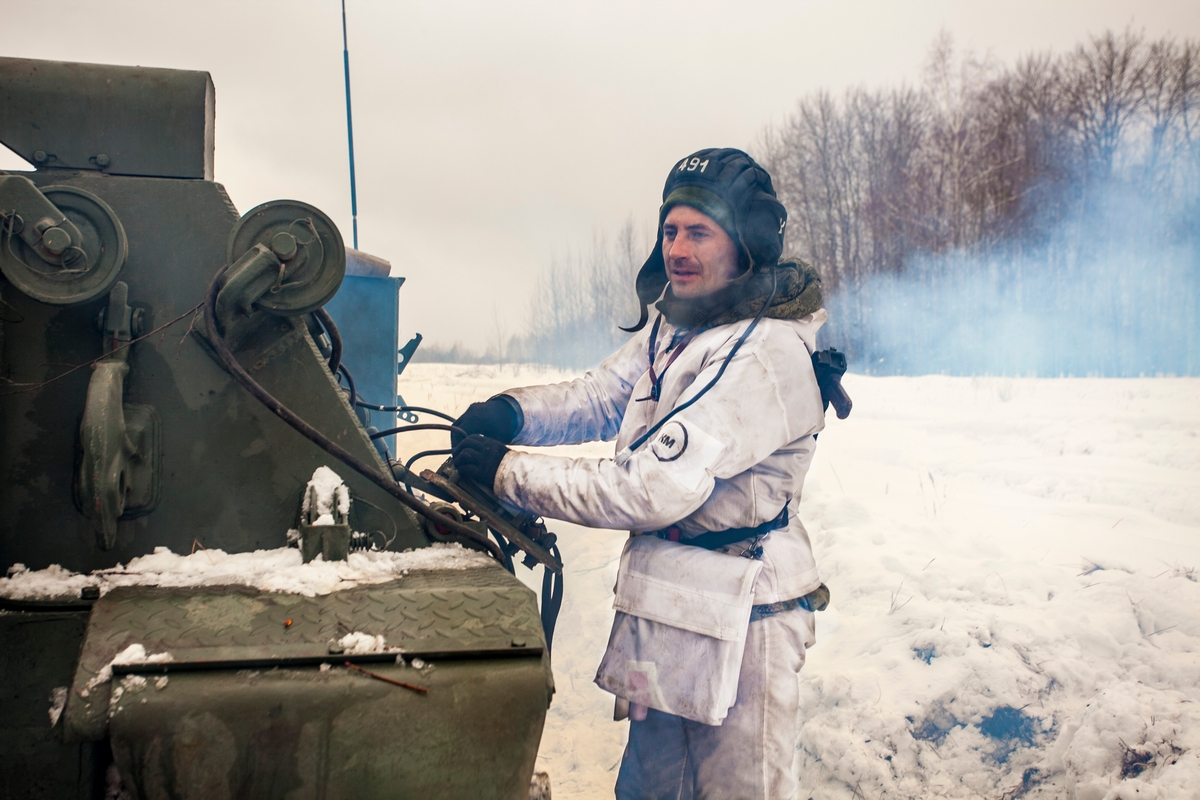
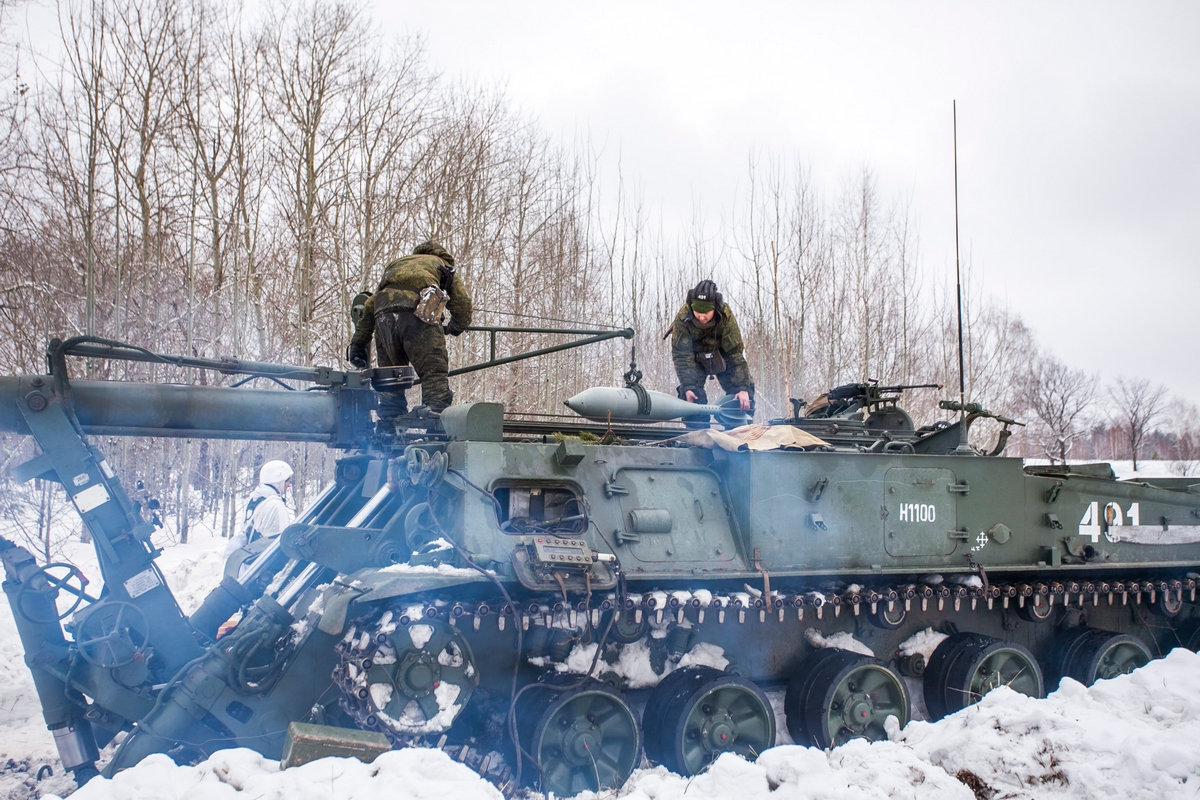